# Antonio Attolini Lack
José Antonio Attolini Lack (Ciudad Juárez, Chihuahua, 24 de abril de 1931 - Ciudad de México, 28 de febrero de 2012) fue un arquitecto mexicano.

## Biografía
Antonio Attolini Lack nació en la Ciudad Juárez Chihuahua el 24 de abril de 1931. Hijo del argentino Alfredo Attolini de Lucca y la mexicana torreonense María Lack Eppen, su abuelo materno fue uno de los fundadores de Torreón, Coahuila.
Realizó sus estudios de primaria y secundaria en el Colegio  México y la preparatoria en el Colegio Francés Morelos. Ingresó en 1949 a la Universidad Autónoma de México a la Escuela Nacional de Arquitectura en la Academia de San Carlos. Destacándose desde los primeros años por sus habilidades y pasión por la arquitectura.
Tuvo el privilegio de contar con importantes profesores, entre otros, José Villagrán García, Alonso Mariscal, Francisco Centeno, Carlos Lazo, Francisco J. Serrano y Vladimir Kaspé. 
En 1955 presentó examen profesional en la recién inaugurada Ciudad Universitaria con la tesis Panteón Vertical en la Ciudad de México, por la que recibió Mención Honorífica.
Ese mismo año, se iniciaría como profesor del taller de diseño de la facultad de Arquitectura de la Universidad Nacional Autónoma de México y en diversas escuelas de arquitectura, siendo la docencia una de sus actividades primordiales a lo largo de su carrera. Realizó una labor significativa como “hacedor de arquitectos” mediante el contagio a sus alumnos de la pasión por el oficio: “El que está convencido, convence”.
Trabajó en los despachos de Manuel Parra, Luis Cuevas Barrena, Manuel González Rul y posteriormente de 1952 a 1955 con Francisco Artigas, de quien recibe una influencia diversa y perdurable; así como también de la arquitectura moderna del suroeste de Estados Unidos, y de los movimientos de vanguardia europeos que se gestaron a principios del siglo XX. Un elemento determinante que moldeó su sensibilidad fue la arquitectura conventual del siglo XVI mexicana, principalmente el uso cenital de la luz.
Sobre la base de lo anterior, encontró y fue desarrollando su propio estilo, el cual reivindica sus características locales o regionales, tanto en el uso de materiales y procesos constructivos, como en la forma y en sus proporciones. 
Pasión es el término que define la obra y la vida de Antonio Attolini. Una de sus grandes virtudes era la capacidad de ver lo esencial de las cosas, veía y diseñaba a través del espacio que envuelve y contiene los elementos arquitectónicos. A todo le encontraba diseño, veía la belleza en los objetos cotidianos, esa es la razón por la cual sus obras son tan sublimes, tan emotivas y tan llenas de vida. 
“Obtiene de las piedras y del concreto, de las formas y de las texturas de los volúmenes y de los colores, los tonos, los timbres y también las frases y los silencios que hasta antes de él se conocían de otra manera. Cada trazo, cada línea, cada ladrillo puesto por su mano, nos lleva a un lugar sólo alcanzado por los elegidos… (Rodolfo Echeverría).
Sus proyectos nunca estuvieron limitados por una tendencia, pues eran la expresión física de su manera de ser, en sus obras no se perciben rasgos de monumentalidad, sino una arquitectura pensada para mejorar el nivel de vida de la gente y ofrecerle un medio propicio para su desarrollo, modificando su conducta motivada por una sensación placentera y estimulante que surge de un espacio interior.

“Escueta y rigurosa, sin adornos – retrato hablado de su temperamento-, la arquitectura de Attolini no hace concesiones a la retórica ni a la grandilocuencia”(Rodolfo Echeverría).
En su trabajo se reconocen claramente dos épocas distintas: en la primera (1955-1964) comulgó con las ideas del estilo internacional, una serie que destaca en esta época, son las llamadas “Residencias del Pedregal”, en las que el uso de unas láminas horizontales de concreto armado de esbeltez notable, aparecen flotando en el espacio sostenidas por esbeltas columnas, planos y volúmenes que se escalonan sobre las rocas de lava solidificada, pero sobre todo, haciendo, intervenir el paisaje como eje de composición. Attolini permitió que el paisaje envolviera el interior de sus casas, había una relación intensa entre los espacios interiores y exteriores.
La naturaleza fue el componente principal de su obra, por ello, el cerramiento vertical de fachada eran en su mayoría transparentes. 
También recurrió a la utilización de grandes porches que se adhirieron a la volumetría de la casa, con soluciones especialmente atrevidas estructuralmente. La trabe, tenía el papel de unificar estos espacios además de extender la casa hacia el jardín para también adherirlo. 
La segunda, posterior a la construcción de la Iglesia de la Santa Cruz (1964-1967).  Ésta, sin duda, una de sus obras más emblemáticas, que “marcará un punto de referencia en la obra de Attolini: en una estructura preexistente proyectada por José Villagrán García, Attolini introduce los valores que definirán su producción subsiguiente: manejo del espacio y de la luz, comprendiendo en sus composiciones que el vacío coexiste con la masa que lo contiene, complejidad y sencillez, esencialidad y monacalidad, cierta religiosidad y alegría intensa se percibe desde el atrio hasta el interior de la iglesia, que es sobresaliente en todos sus componentes” (Jorge Vázquez del Mercado).
A partir de esta fecha, procedimientos constructivos de arraigo y tradición dotaron a su trabajo de cierta mexicanidad y de una profunda cualidad artesanal. 
“La hazaña attoliniana dice muchas cosas que antes no había pensado el lenguaje de la arquitectura. Sus raíces nutricias rebosan jugo mexicano, muy mexicano, sí, pero es la suya una arquitectura universal y sin tiempo: nunca envejece.
De portentosas conquistas y sorprendentes hallazgos la obra artística de Attolini es encarnizadamente mexicana. No hay arquitecto de tanta mexicanidad sustancial como la de don Antonio” (Rodolfo Echeverría).
Las dos etapas son notables por su refinamiento, pulcritud y cualidades espaciales. Su trabajo siempre se caracteriza por ser de gran honestidad, conocimiento constructivo y calidad en la ejecución de la obra arquitectónica. No solo es proyectista también es constructor, diseñador, extraordinario dibujante y artesano. El diseño de rejas, puertas, picaportes, lámparas, tapetes, mobiliario exterior e interior, así como joyería, son también producto de su creatividad y complementan la calidad de sus espacios.
Las edificaciones proyectadas y realizadas por Antonio Attolini abarcan diferentes géneros: 
Casa habitación, construcciones religiosas, oficinas y comercios. La de Attolini es una arquitectura de ambientes exteriores e interiores resueltos con base en el uso de materiales tradicionales, sencillos. Arquitectura cromática que busca la fuerza del contraste y utiliza la luz como elemento plástico, como componente simbólico en la apreciación de los conjuntos y se apoya en la disposición de espejos de agua, celosías, ventanas y tragaluces. Está cuidada hasta en sus más finos detalles.
Fue un arquitecto prolífico. En sus últimas obras, insistió en la búsqueda de la esencialidad, lo que lo llevó a reducir el número de elementos a los mínimos necesarios; su capacidad de superación parecía no tener fin. Le preocupaba no repetirse. Siempre ofrecía algo nuevo, como él decía: “El arquitecto no debe estacionarse nunca. Estacionarse es entorpecerse, es autoplagiarse; y autoplagiarse  lleva a la muerte del mismo arquitecto.” Para él su mejor obra siempre era la siguiente.
“Uno es arquitecto las 24 horas del día, ser arquitecto no es llegar a trabajar y ponerse el saco de arquitecto y quitárselo en la noche…”  “Hay una única manera de hacer las cosas: Bien” y “Hay que hacer las cosas con amor y con pasión” son conceptos que mencionaba constantemente y que reflejan su quehacer arquitectónico.

## Antonio Attolini Lack
Attolini se graduó de la Facultad de Arquitectura de la Universidad Nacional Autónoma de México (UNAM) en la Ciudad de México en diciembre de 1955, con la tesis: Panteón vertical en la Ciudad de México por el que recibió la mención honorífica. Ha diseñado varios y reconocidos edificios comerciales y religiosos, así como edificios de alojamiento. Los primeros edificios fueron realizados predominantemente en la Ciudad de México, en León y en Cuernavaca. Desde 1955 fue profesor de la Facultad de Arquitectura de la UNAM.  Después de 1970 dio conferencias en la Universidad La Salle y después en la Universidad Anáhuac del Sur. Fue miembro emérito de la Academia Mexicana de Arquitectura 
En 1992 fue galardonado con la medalla de oro en la II Bienal de Arquitectura y en 2002 fue honrado con el Premio Nacional de Arquitectura en México.
Durante los 50 años en que impartió enseñanza, su premisa fue “aprender haciendo” dentro de un esquema de tipo maestro-aprendiz. Su preocupación central: emplear lo que crea para mejorar el nivel de vida del hombre y ofrecerle un medio propicio para su desarrollo. Concretamente el del usuario quien –dice– “demanda soluciones particulares en un cierto terreno y con una cantidad de dinero determinado”.
En la Facultad de Arquitectura de la UNAM, impartió cátedra en el taller “Juan O’Gorman”, donde forjó varias generaciones de arquitectos.

## Premios
- Académico Emérito de la Academia Nacional de Arquitectura de la SAM.
- Primer Premio Casa-habitación en 1961
- Medalla de plata en la Primera Bienal de Arquitectura Mexicana en 1990.
- Medalla de oro en la Segunda Bienal en 1992
- Premio Nacional de Arquitectura que otorga la Federación de Colegios de Arquitectos de la República    Mexicana en 2002
- Premio Universidad Nacional 2005. Área: arquitectura y diseño.
- Premio CAM-SAM 2006, en la categoría Luis Barragán.
- Premio Nacional de Arquitectura 2008, otorgado por AIAM

Entre otros.
- La Escuela de Arquitectura de la Universidad Anáhuac del Sur, lo distinguió con la instauración de la Medalla Antonio Attolini Lack, que él mismo diseñó y que se entrega cada año desde 2006 a arquitectos que con su vida y obra personifican los ideales de esta institución.